# Maria Wendt
Maria Wendt, född 1968, är en svensk statsvetare. 
Hon disputerade i statsvetenskap år 2002 på  avhandlingen Rädslans politik: våld och sexualitet i den svenska demokratin. Hon är docent i statsvetenskap och universitetslektor i internationella relationer. Hon är verksam vid Institutionen för ekonomisk historia och internationella relationer vid Stockholms universitet.
Hennes forskning fokuserar på krig, säkerhet, militarism, nationalism och genus.
År 2012 mottog hon Stockholms universitets pris årets lärare.